# Ficțiune

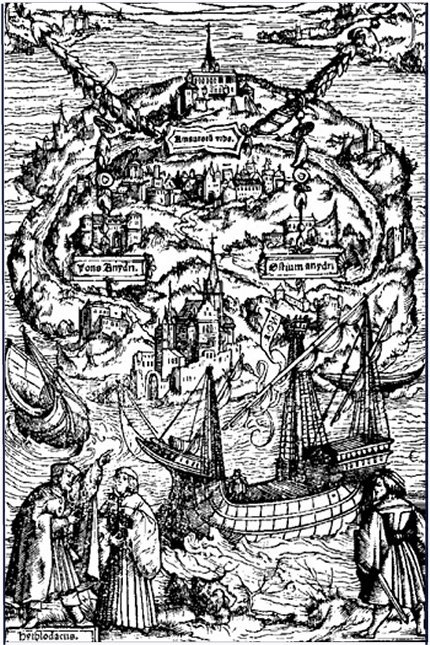
Ilustraţie din Utopia lui Thomas Morus (1518)

Ficțiune (latină: fictio = născocire) este reprezentare produsă de imaginația cuiva și care nu corespunde realității sau nu are corespondent în realitate.  Se poate referi, de asemenea, la naratiuni scrise numai în proză (romanul și povestirea) și este adesea folosit ca sinonim pentru roman.
Cu alte cuvinte este ceva posibil, o idee de viitor sau ceva probabil întâmplat în trecut. O excepție de la această definiție este născocirea unei narațiuni literare. Filozoful german Kant definește ficțiunea în opera sa „Critica rațiunii pure” ca o născocire dar în același timp o posibilă acceptare a subiectului.

## Prezentare generală
O lucrare de ficțiune implică actul inventiv de a construi o lume imaginară, astfel încât publicul său nu se așteaptă de obicei să fie total credincios în lumea reală în prezentarea doar a personajelor care sunt persoane reale sau descrieri care sunt fapte adevărat. În schimb, contextul ficțiunii, în general înțeles ca neaderarea exactă în lumea reală, este mai deschis la interpretare.

## Literatură și film
Termenul de origine engleză fiction este folosit în domeniul cinematografiei și literaturii ca:
- Roman ficțiune
- Narațiuni scurte
- Nuvele
- Literatură utopică
- Fantezii
- Science Fiction